# 昆虫学
昆虫学（こんちゅうがく、英語: entomology）とは、節足動物門の昆虫類を扱う学問。概ね昆虫分類学と、応用昆虫学に大別される。純粋生物学としては動物学の一分野であり、応用科学としては農学、法医学の一分野である。前者では分類学的な研究が多く、後者では農業への応用を目的として益虫や害虫に分類を行うほか、昆虫が死体へ群生する経緯から死亡時期などを解明するのに利用する。

## 分野
- 昆虫分類学
- 昆虫生態学・環境昆虫学
- 応用昆虫学
- 蚕学
- 天敵昆虫学
- 分子昆虫学
- 昆虫病理学・天敵微生物学
- 昆虫機能利用学
- 文化昆虫学
- 法医昆虫学
- 衛生昆虫学
- 博物学

## 歴史
昆虫学は、主に農業 （特に生物的防除と養蜂 ）に関連して、 先史時代ほぼすべての人間文化に根ざしている。 自然哲学者プリニウスエルダー（ガイウス・プリニウス・セクンドゥス、23 79 AD）は、昆虫の種類についての本を書いており科学者ながらクーファ派文法学学者の イブン・アゥラービー（ 845 AD 760）Kitāb al-Dabāb （ كتاب الذباب  ）はハエに関する本を書いている。
しかし、現代的な意味での科学的研究は、16世紀に始まったばかりである。ウィリアム・カービーが昆虫学の父として広く考えられている。 ウィリアム・スペンスと共同で、彼は対象の基礎的なテキストと見なされる、確実な昆虫学百科事典「 Introduction to Entomology 」を公開。 彼はまた、1833年にロンドンで王立昆虫学会の設立に貢献。 アウレリアン社会などの前身は1740年代にさかのぼる。 その後昆虫学は19世紀と20世紀に急速に発展し、 チャールズ・ダーウィン 、 ジャン・アンリ・ファーブル 、 ウラジミール・ナボコフ 、 カール・フォン・フリッシュ （1973年ノーベル生理学または医学賞 ）と2度のピューリッツァー賞受賞者エドワード・オズボーン・ウィルソン といった著名な人物を含む多数の人々によって研究されていく 。
スミソニアン国立自然史博物館の ソフィー・ラターロー ように、博物館のキュレーションと研究支援を通じて人々が昆虫学者になった歴史もある。

## 害虫駆除において
1994年、アメリカ昆虫学会は、害虫駆除業界向けに、Associate Certified Entomologist（ACE）と呼ばれる新しい専門家認定プログラムを開始した。「真の昆虫学者」としての資格を得るには、通常、高度な学位が必要であり、ほとんどの昆虫学者は博士号を取得している。従来の意味では真の昆虫学者ではないが、ACE認定を取得した個人は、ACEまたはAssociate Certified Entomologistsと呼ばれることがある。

## 昆虫学者
主な記事：昆虫学者

## 組織
他の科学専門分野と同様に、昆虫学者は多くの地方、国内、および国際的な組織に属する。特定のサブエリアを専門とする多くの組織もある。
- アマチュア昆虫学会
- Deutsches Entomologisches Institut
- アメリカ昆虫学会
- カナダ昆虫学会
- 日本昆虫学会
- Entomologischer Verein Krefeld
- インド昆虫学会
- 社会昆虫研究国際連合
- オランダ昆虫学会
- 王立ベルギー昆虫学会
- ロンドン王立昆虫学会
- ソシエテエントモロジクド・フランス

## 農学

### 日本における昆虫学の設立
人類が営む産業は、昆虫と様々な形で関わりを持ってきた。例えば、イネを加害するウンカ類や病原菌を媒介するカ(蚊)類などは、害虫として人類の生活を脅かす一方で、絹糸や蜂蜜を提供してくれるカイコやミツバチ、あるいは害虫の天敵などは益虫として人間の生活を豊かにしてくれた。国の発展には工業と農業の発展は必須であり、工業においては紡糸、農業においては花粉媒介や害虫対策として、昆虫についての情報は非常に重要である。日本ではそういった経緯から大学が創設され始めた19世紀初期に、日本の農業の発展のため、農学部において蚕学・昆虫学を専門とする研究室が設立された。現在は農学における昆虫の利用も当初よりも幅広くなっており、蚕学は遺伝学・昆虫機能利用学・天敵微生物学・分子昆虫学へと、昆虫学は昆虫分類学・昆虫生態学・応用昆虫学・天敵昆虫学と、近年の技術発展とともに分野も拡大している。

## 生物学

### 生理学
ホルモン並びにフェロモンに関する研究は多く昆虫によって行われた。ホルモンでは特に変態を支配するホルモンに関する研究が有名である。

### 遺伝学
昆虫の染色体は少なく遺伝研究においては利用しやすいこと、また世代交代が非常に早くサンプルがすぐに揃うことなどから、遺伝学において昆虫は重要な役割を担っている。遺伝学の研究はショウジョウバエを材料とすることで著しい進歩を見た。また、この分野では蚕学から発展した日本のカイコの遺伝子も重要な役割を演じている。
昆虫の遺伝子解明は、昆虫の生態・行動解明にもつながり、昆虫学において近年大きく貢献している。

### 生態学
個体群生態学の基礎研究は、ショウジョウバエやコクヌストモドキなどを用いて行われ、ロジスティック曲線や密度効果はここから発見された。行動生態学も社会性昆虫などを対象に重要な進歩が行われた。その契機には血縁選択説がある。

## 医学
人体に害を与える昆虫も数多いが、それ自体が広範囲で命に影響を与える、というものはない。むしろ病原体を媒介する、いわゆるベクターとしての影響の方が医学的には重要であり、その解明や対策については多くの努力が行われた。また、これは人の住む環境とも深く関わることから、公衆衛生の観点からも多くの研究がある。衛生昆虫学などの分野がある。

## 日本の昆虫学
日本では19世紀初頭に生態学を源流とした京都大学と、分類学を源流にもつ九州大学が昆虫学研究室を設立した。その後、全国の大学に波及した。